# نسل جادویی
نسل جادویی چهارمین فیلم سینمایی ایرج کریمی در مقام کارگردان محصول سال ۱۳۸۵ است. این فیلم به دلیل نوعی نگاه نامتعارف به «قدرت‌های جادویی» جوانان نسل سوم توقیف شد و سرانجام در سال ۱۳۸۸ در شبکه نمایش خانگی و توسط مؤسسه قرن ۲۱ به انتشار رسید.

## بازیگران
| بازیگر           | نقش           |
| ---------------- | ------------- |
| هدیه تهرانی      | ژاله          |
| رامبد جوان       | بابک          |
| باران کوثری      | آویشن         |
| کوروش تهامی      | کاوه          |
| نگار جواهریان    | فروغ          |
| شاهرخ فروتنیان   | شاهرخ         |
| ساسان بنی        | آریو          |
| منیژه کریمی      | عطرفروش مترو  |
| فرهاد اسماعیلی   | جوان نمازخوان |
| الیکا عبدالرزاقی | دوست فروغ     |
| احمد حامد        | پدر آویشن     |

## درونمایه‌ی فیلم
نسل جادویی از جوانان امروز می‌گوید. از استعدادها، خلاقیت‌ها و زمینه‌های زندگی، عشق، جسارت و شادابی، نسل جادویی حدیث جوانانی است که آینده را می‌سازند.
ژاله و بابک، فروغ و کاوه، آریا و آویشن شش شخصیت اصلی فیلم دارای توانایی‌های غیرعادی اند …

## خلاصه داستان
تعدادی جوان با قدرت‌های جادویی از روی اتفاق با هم آشنا می‌شوند و تصمیم می‌گیرند با جوانانی مشابه خود یک مهمانی را ترتیب دهند. ژاله(هدیه تهرانی) طراح لباسی است که می‌تواند از پشت اجسام، و با چشم‌های بسته چیزها را ببیند، بابک(رامبد جوان) مردی است که قدرت شنیدن دورترین و زیرترین صداهای جهان را در هر مکانی دارد، آویشن(باران کوثری) می‌تواند با برقراری ارتباط ذهنی قوی با حشرات-به ویژه زنبورها- آن‌ها را به صف کند و با دمیدن آن‌ها مزاحمان خود را فراری دهد، کاوه(کورش تهامی) و فروغ(نگار جواهریان) هر دو می‌توانند اشیا را با نگاه از راه دور تکان داده و واژگون کنند، آریو(ساسان نبی) جوان بیکاری است که استعداد بزرگ او شمردن آنی و در ثانیه‌ی تعداد حروف نام‌ها و جمله‌ها-به خصوص نام اتوبان‌های تهران- است و شاهرخ(شاهرخ فروتنیان) با روح همسر درگذشته‌ی خود در ارتباط است و از او دستور می‌گیرد. این چند تن سرانجام موفق به برگزاری مهمانی خود می‌شوند و در پایان مهمانی-که هر کس تردستی‌ای را اجرا می‌کند- می‌فهمند که جادوی واقعی از آن جوانی است که نماز می‌خواند!